# Orchon-Runen
Orchon-Runen oder türkische Runen, auch als Turk-Runen oder alttürkische Schrift bezeichnet, sind ein zur Verschriftung der frühen Turksprachen verwendetes Alphabet. Diese auch als türkisch Orhun Yazıtları „Orchon-Inschriften“ bezeichneten Schriftzeichen allgemein von rechts nach links geschrieben. Manche Inschriften sind jedoch mit um 90 Grad verdrehten Buchstaben vertikal geschrieben worden. Sie werden dann von unten nach oben gelesen. 
Auch einzelne handschriftliche Zeugnisse dieser Runenschrift sind aufgefunden worden. In dieser Runen-ähnlichen Schrift sind die alttürkischen Inschriften aus der nördlichen Mongolei, am Orchon und an der Selenga sowie weitere vom oberen Jenissei verfasst. Der einzig fast vollständig erhaltene längere handschriftliche Runentext ist das Irk Bitig, ein in der Höhle von Dunhuang aufgefundenes Orakelbuch, das die Deutung von 65 Omen aus einer Kombination von je 3 Würfeln enthält und wahrscheinlich aus dem 9. Jahrhundert stammt.
Ähnliche Schriftsysteme vom Talas schließen sich ihnen an. Aber auch türkisch-nestorianische Handschriften, die den gleichen runenartigen Duktus aufweisen, haben sich gefunden, vor allem in der Oase Turfan und in der Festung Miran. Die Benutzung von zwei Punkten zum Trennen der Worte macht die Texte den zentralasiatischen Runen deutlich nahestehend.

## Bezeichnungen und Verwandtschaft
Wegen ihrer Ähnlichkeit mit den nordisch-germanischen Runen werden die Schriftzeichen Runen genannt. Die Bezeichnung Orchon-Runen bezieht sich auf den Hauptfundort der Inschriftenstellen am Orchon. Nach den Kök-Türken, die damals am Orchon lebten, werden die alttürkischen Schriftzeichen türkische Runen oder köktürkische Runen genannt. Die mit diesen Zeichen geschriebene Sprache wird auch als „Runentürkisch“ bezeichnet.
Der deutsche Sprachwissenschaftler Hans Jensen bezeichnete dieses alttürkische Schriftsystem auch als sibirische Schrift, eine Bezeichnung, die sich nicht durchsetzen konnte:

„Mit dem Ausdruck ‚sibirische Schrift‘ wollen wir diejenige Schrift bezeichnen, in der die sog. ‚alttürkischen Inschriften‘ geschrieben sind, die seit dem Beginn des 18. Jahrhunderts an verschiedenenen Stellen Sibiriens und der Mongolei gefunden wurden, …“

An vielen Stellen in Tuwa sind noch heute an Felsen, Platten und Steinsäulen ebenfalls alttürkische Inschriften erhalten, die beweisen, dass auch die dortige turksprachige Bevölkerung in diesem Runen-artigen Schriftsystem verwendete. Diese turksprachige Bevölkerung wird heute den Jenissei-Kirgisen zugerechnet.
Die Inschriften am oberen Jenissei, die gleichfalls in diesem Schriftsystem abgefasst sind, sind wesentlich jünger und vermutlich kirgisischer Herkunft, jedoch im Vergleich zu den köktürkischen Denkmälern in Gedanken und Sprache primitiver.
Die ungarischen und protobulgarischen Schriftzeichen scheinen ebenfalls große formale Ähnlichkeit zu den Orchon-Runen zu haben. Die urbulgarischen Entsprechungen verwenden sogar fast den gleichen Lautwert wie das alttürkische Alphabet und können somit von jedem gelesen werden, der das Orchon-Alphabet beherrscht, wohingegen das altungarische Schriftsystem meistens einen anderen Lautwert aufweist. Jedoch lässt die Forschung den Schluss zu, dass die protobulgarischen Schriftzeichen die älteste Form bewahrt haben.
Auch die Tatsache, dass das aramäische Alphabet in Georgien beheimatet ist, führt darauf zurück, dass die Orchun-Runen dem äußersten Westen des alttürkischen Bereichs entstammen. Man kann davon ausgehen, dass diese Schriftsysteme miteinander verwandt sind. Inwieweit sie sich gegenseitig beeinflusst haben oder gar von wem sie ursprünglich stammen, kann mit heutigem Wissensstand nicht zweifelsfrei bewiesen werden.
Die Schrift ist als Old Turkic im Unicode vorhanden und belegt dort den Bereich U+10C00–U+10C4F.

## Herkunft

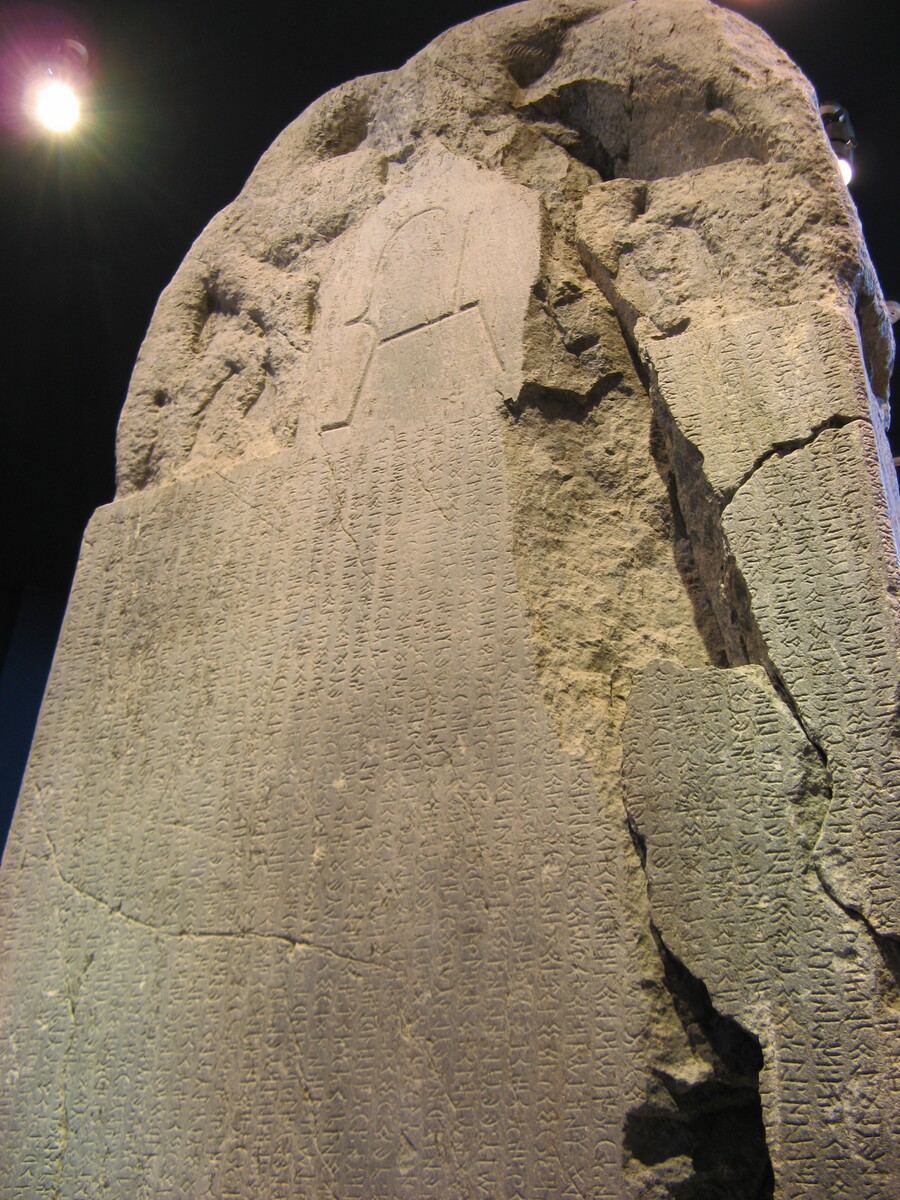
Kul-Tigin-Monument

Über die Herkunft gibt es im Wesentlichen drei Theorien:
1. Die köktürkische Schrift hat sich aus den verschiedenen Klanabzeichen (Tamgas) der Stämme entwickelt, die in den vorchristlichen Jahrhunderten erwuchsen.[13]
2. Die Orchon-Runen wurden aus der zentralasiatischen sogdischen Schrift übernommen und von den Kök-Türken weiterentwickelt.[14]
3. Kombination der beiden ersten Theorien; zu den so entstandenen Zeichen seien dann noch iranische, griechische und neu erfundene Zeichen hinzugefügt worden. Diese Theorie wurde vor allem durch Vilhelm Thomsen vertreten.

Heute wird mehrheitlich angenommen, dass sich das köktürkische Alphabet aus einem semitischen entwickelt habe und über die Vermittlung der iranischsprachigen Völker Zentralasiens zu den Kök-Türken gelangt sei. Diese Vermutung hat nach Franz Altheim jedoch wenig Aussicht, sich zu bestätigen, da die Übernahme zur Entstehung der ersten alttürkischen Inschriften des Typs Orchon I im Talas-Tal kurz vor 600 n. Chr. stattgefunden haben muss. Gegen eine Herleitung aus der sogdischen Schrift spricht seines Erachtens der Mangel an eindeutigen Übereinstimmungen.

## Geschichte
Die frühesten Beispiele dieses alttürkischen Schriftsystems, welche vermutlich aus dem 5. Jahrhundert n. Chr. stammen, wurden 1970 in Kirgisistan entdeckt.
Es entstammt einem Fürstengrab beim Yssyk-See und wird daher auch als Yssyk-Schrift bezeichnet.
Eine schmalere Variante der Orchon-Runen aus dem 8. Jahrhundert wurde in Sibirien gefunden. Nach diesem Fundort werden sie auch als Jenissei-Runen bezeichnet.
Die wichtigsten Inschriften entstanden in der Zeit des zweiten Khaganats (682–745), besonders in den 20er- und 30er-Jahren des 8. Jahrhunderts und während des uigurischen Khaganats (745–840). Im 9. Jahrhundert wurden die Orchon-Runen durch die von der aramäischen Schrift abstammende uigurische Schrift ersetzt. Weitere alttürkische Relikte sind Felsbilder mit eingekerbten Tieren, meist als Steinbock, und menschlichen Figuren, dazu mit türkischen Runen.
Franz Altheim deutet darauf hin, dass nicht die im Osten befindlichen Turkstämme als Schöpfer des alttürkischen Schriftsystems in Betracht kämen, sondern allein die Hunnen, und zwar die aus dem 3. Jahrhundert im Kaukasus sitzenden.

## Entdeckung

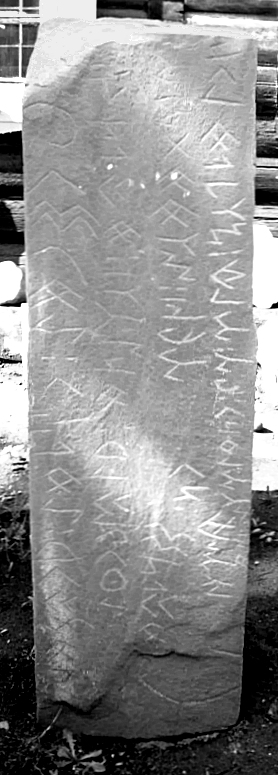
Kyzyl-Inschrift in den mit den Orchon-Runen verwandten Jenissei-Runen (ca. 730 n. Chr.)

Als der junge Schwedenkönig Karl XII. 1709 in der Schlacht bei Poltawa eine schwere Niederlage gegen die Russen erlitt, gerieten einige schwedische Offiziere in russische Gefangenschaft. Unter ihnen war auch Philip Johan Tabbert, der später den Familiennamen Strahlenberg annahm. Die Reise dieser Gefangenen nach Westsibirien endete 1711 in Tobolsk (Sibirien).
Als Strahlenberg 1722 nach Schweden zurückkehrte, veröffentlichte er die in Russland und Sibirien gesammelten Beobachtungen in einem großen Werk unter dem Titel: „Europa und die nördl. und östl. Teile Asiens“ (Stockholm 1730). Die von Strahlenberg mitgeteilten Kenntnisse erweckten nicht nur in Schweden, sondern in ganz Europa großes Interesse. Das Buch wurde in kurzer Zeit ins Englische, Französische und Spanische übersetzt.
Die vielleicht interessanteste Mitteilung, die Strahlenberg machte, bezog sich auf eine Ansammlung von Steinen, die seiner Meinung nach Grabsteine darstellten, am Ufer des Jenissei. Da er nicht wusste, ob die auf ihnen eingehauenen Zeichen Buchstaben waren, begnügte sich Strahlenberg für sein Buch mit einem handgezeichneten Beispiel dieser Zeichnungen.
Der finnische Archäologenverein sammelte 1889 die nahezu vergessenen, zerstreuten Denkmäler in einem Atlas und schickte ihn an interessierte Wissenschaftler. Die Zeichen auf den Steinen wurden als Schrift identifiziert, und die unbekannte Sprache erregte in den Kreisen der Wissenschaft großes Aufsehen.
Als im Jahre 1889 Nikolai Jadrinzew aus Irkutsk noch zwei ähnliche Inschriften an der Mündung des Orchon in die Selenga (Nördliche Mongolei) fand, stieg das Interesse weiter. Daraufhin schickte die Irkutsker Geographische Gesellschaft sofort eine Abordnung in das Gebiet. Der Wert des Fundes stand innerhalb kurzer Zeit fest. Im Namen der finno-ugrischen Gesellschaft ging Heikel 1890–91 ins Orchon-Tal und kopierte alle Inschriften, die er fand. Ein neues Album mit den gesammelten Kopien und Bildern erschien 1892.
Unter Vorsitz des deutschen Turkologen Wilhelm Radloff begannen 1891 auch die russischen Wissenschaftler, an diesen Steinen zu arbeiten und ebenfalls bald ein Album zu veröffentlichen.
Durch die Funde vom Orchon-Tal hatte sich die Lage unerwartet verändert. Zu Strahlenbergs beschrifteten Steinen kamen zwei lange Inschriften hinzu. Die eine befand sich auf einem 332 cm hohen Stein, der an seiner ursprünglichen Stelle stand; beschriftet war ein Anteil von 231 cm Höhe. Das andere Monument lag um die Basis in vier einzelnen Bruchstücken verstreut.
Auf beiden Denkmälern gab es auch chinesische Texte. Aus diesen konnte man entnehmen, dass die Gedenksteine von den Kök-Türken stammten. Dementsprechend musste sich in der unbekannten Inschrift eine alte Turksprache verbergen.
Nun begann unter den Sprachwissenschaftlern der Wettlauf um die Entzifferung der Buchstaben, den 1893 der dänische Sprachforscher Vilhelm Thomsen (1842–1927) gewann. Er schickte seine Lösung an die Königlich Dänische Akademie der Wissenschaften. Diese wichtige Entdeckung besagte, dass es sich um eine Schrift mit 38 Zeichen handelte. Die Inschriften stammten aus den Jahren 732 und 734 und haben als älteste Dokumente der alttürkischen Sprache großen Wert.

## Buchstabentafel
| Vokale                       | Vokale               | Vokale                                          |  |  | A                 | A                 | /a/, /e/                    | /a/, /e/                    |
| Vokale                       | Vokale               | Vokale                                          |  |  | I                 | I                 | /ɯ/, /i/, /j/               | /ɯ/, /i/, /j/               |
| Vokale                       | Vokale               | Vokale                                          |  |  | O                 | O                 | /u/, /o/, /w/               | /u/, /o/, /w/               |
| Vokale                       | Vokale               | Vokale                                          |  |  | U                 | U                 | /ø/, /y/, /w/               | /ø/, /y/, /w/               |
| Konsonanten                  | harmonisiert         | mit (¹) – hinten, (²) – vorne liegenden Vokalen |  |  | B¹                | B²                | /b/                         | /b/                         |
| Konsonanten                  | harmonisiert         | mit (¹) – hinten, (²) – vorne liegenden Vokalen |  |  | D¹                | D²                | /d/                         | /d/                         |
| Konsonanten                  | harmonisiert         | mit (¹) – hinten, (²) – vorne liegenden Vokalen |  |  | G¹                | G²                | /g/                         | /g/                         |
| Konsonanten                  | harmonisiert         | mit (¹) – hinten, (²) – vorne liegenden Vokalen |  |  | L¹                | L²                | /l/                         | /l/                         |
| Konsonanten                  | harmonisiert         | mit (¹) – hinten, (²) – vorne liegenden Vokalen |  |  | N¹                | N²                | /n/                         | /n/                         |
| Konsonanten                  | harmonisiert         | mit (¹) – hinten, (²) – vorne liegenden Vokalen |  |  | R¹                | R²                | /r/                         | /r/                         |
| Konsonanten                  | harmonisiert         | mit (¹) – hinten, (²) – vorne liegenden Vokalen |  |  | S¹                | S²                | /s/                         | /s/                         |
| Konsonanten                  | harmonisiert         | mit (¹) – hinten, (²) – vorne liegenden Vokalen |  |  | T¹                | T²                | /t/                         | /t/                         |
| Konsonanten                  | harmonisiert         | mit (¹) – hinten, (²) – vorne liegenden Vokalen |  |  | Y¹                | Y²                | /j/                         | /j/                         |
| Konsonanten                  | harmonisiert         | nur (¹) – Q nur (²) – K                         |  |  | Q                 | K                 | /q/                         | /k/                         |
| Konsonanten                  | harmonisiert         | mit allen Vokalen                               |  |  | -Ç                | -Ç                | /ʧ/                         | /ʧ/                         |
| Konsonanten                  | harmonisiert         | mit allen Vokalen                               |  |  | -M                | -M                | /m/                         | /m/                         |
| Konsonanten                  | harmonisiert         | mit allen Vokalen                               |  |  | -P                | -P                | /p/                         | /p/                         |
| Konsonanten                  | harmonisiert         | mit allen Vokalen                               |  |  | -Ş                | -Ş                | /ʃ/                         | /ʃ/                         |
| Konsonanten                  | harmonisiert         | mit allen Vokalen                               |  |  | -Z                | -Z                | /z/                         | /z/                         |
| Konsonanten                  | harmonisiert         | mit allen Vokalen                               |  |  | -NG               | -NG               | /ŋ/                         | /ŋ/                         |
| Konsonanten                  | Cluster              | + Vokale                                        |  |  | IÇ, ÇI, Ç         | IÇ, ÇI, Ç         | /iʧ/, /ʧi/, /ʧ/             | /iʧ/, /ʧi/, /ʧ/             |
| Konsonanten                  | Cluster              | + Vokale                                        |  |  | IQ, QI, Q         | IQ, QI, Q         | /ɯq/, /qɯ/, /q/             | /ɯq/, /qɯ/, /q/             |
| Konsonanten                  | Cluster              | + Vokale                                        |  |  | OQ, UQ, QO, QU, Q | ÖK, ÜK, KÖ, KÜ, K | /oq/, /uq/, /qo/, /qu/, /q/ | /øk/, /yk/, /kø/, /ky/, /k/ |
| Konsonanten                  | Cluster              | + Konsonanten                                   |  |  | -NÇ               | -NÇ               | /nʧ/                        | /nʧ/                        |
| Konsonanten                  | Cluster              | + Konsonanten                                   |  |  | -NY               | -NY               | /ɲ/                         | /ɲ/                         |
| Konsonanten                  | Cluster              | + Konsonanten                                   |  |  | -LT               | -LT               | /lt/, /ld/                  | /lt/, /ld/                  |
| Konsonanten                  | Cluster              | + Konsonanten                                   |  |  | -NT               | -NT               | /nt/, /nd/                  | /nt/, /nd/                  |
| Worttrennungssymbole         | Worttrennungssymbole | Worttrennungssymbole                            |  |  | keine             | keine             | keine                       | keine                       |
| (-) – keine Satzende-Zeichen |                      |                                                 |  |  |                   |                   |                             |                             |

## Lesebeispiel
𐱅𐰭𐰼𐰃 – Inskription
T²NGR²I – Transliteration
/täŋri/ — IPA-Transkription
tanrı – Äquivalent in modernem Türkisch
‚der Himmelsgott‘ oder ‚der ewig blaue Himmel‘ — damit ist der höchste Gott stellvertretend im alttürkischen Sinne gemeint
‚Gott‘ — moderne Bedeutung
Der erste Satz auf der Orchon-Stele als Transkription ins lateinische Alphabet:

“BILGE:TONYUKUK:BEN:ÖZÜM:TABGAC:ILINGE:KILINDIM:TÜRK:BODUNU:TABGACKA:KÖRÜK:ERTI”

„Mein Name ist Bilge Tonyukuk. Ich wurde im Reich China (Tabgatsch) geboren. Das türkische Volk gehörte zum Reich China (Tabgatsch).“

## Unicode
Der Unicodeblock Alttürkisch ist U+10C00–U+10C4F.
Er wurde dem Unicode-Standard im Oktober 2009 mit Version 5.2 hinzugefügt.
Er umfasst getrennte Orchon- und Jenissei-Varianten der Einzelzeichen.
|                     | 0 | 1 | 2 | 3 | 4 | 5 | 6 | 7 | 8 | 9 | A | B | C | D | E | F |
| ------------------- | - | - | - | - | - | - | - | - | - | - | - | - | - | - | - | - |
| U+10C0x             | 𐰀 | 𐰁 | 𐰂 | 𐰃 | 𐰄 | 𐰅 | 𐰆 | 𐰇 | 𐰈 | 𐰉 | 𐰊 | 𐰋 | 𐰌 | 𐰍 | 𐰎 | 𐰏 |
| U+10C1x             | 𐰐 | 𐰑 | 𐰒 | 𐰓 | 𐰔 | 𐰕 | 𐰖 | 𐰗 | 𐰘 | 𐰙 | 𐰚 | 𐰛 | 𐰜 | 𐰝 | 𐰞 | 𐰟 |
| U+10C2x             | 𐰠 | 𐰡 | 𐰢 | 𐰣 | 𐰤 | 𐰥 | 𐰦 | 𐰧 | 𐰨 | 𐰩 | 𐰪 | 𐰫 | 𐰬 | 𐰭 | 𐰮 | 𐰯 |
| U+10C3x             | 𐰰 | 𐰱 | 𐰲 | 𐰳 | 𐰴 | 𐰵 | 𐰶 | 𐰷 | 𐰸 | 𐰹 | 𐰺 | 𐰻 | 𐰼 | 𐰽 | 𐰾 | 𐰿 |
| U+10C4x             | 𐱀 | 𐱁 | 𐱂 | 𐱃 | 𐱄 | 𐱅 | 𐱆 | 𐱇 | 𐱈 |   |   |   |   |   |   |   |
| Unicode version 6.1 |   |   |   |   |   |   |   |   |   |   |   |   |   |   |   |   |

## Orchon-Runen als politische Symbolik
In der Gegenwart sind Orchon-Runen bei den rechtsextremen Grauen Wölfen als politische Symbolik beliebt, vor allem das Wort „türk“ findet sich oftmals in dieser Schrift wiedergegeben und ist unter den Anhängern ein beliebtes Motiv für Tätowierungen.